# George Alexander (zawodnik lacrosse)
George Percival Alexander (ur. w 1886 w Eccles, zm. 14 listopada 1929 w Wilmslow) – brytyjski zawodnik lacrosse.
Na igrzyskach olimpijskich w 1908 w Londynie wraz z kolegami zdobył srebrny medal.
W 1929 popełnił samobójstwo krótko po śmierci swego ojca.